# Macronutriente
Macronutrientes são os componentes da alimentação fundamentais para os organismos.Para os animais, os principais nutrientes são proteínas, lipídios e carboidratos.
Na Nutrição mineral de plantas os Macronutrientes são os nutrientes minerais que perfazem os critérios da essencialidade das plantas e são exigidos em grandes quantidades (kg/há).
A divisão entre Micronutrientes e Macronutrientes não tem correlação com uma maior ou menor essencialidade. Macronutrientes e Micronutrientes exercem as mesmas funções em todas as plantas superiores. Por esse motivo, sua falta ou excesso provoca a mesma manifestação visível – o sintoma.
Uma explicação para os Macronutrientes serem requeridos em quantidades elevadas é o fato de eles fazerem parte de moléculas essenciais para o vegetal, ou seja, possuem um papel estrutural. Por outro lado, os Micronutrientes estão mais relacionados à ativação de certas enzimas, sendo que possuem um papel regulatório.
Seis elementos químicos são considerados Macronutriente minerais para as plantas superiores:Nitrogênio (N), Fósforo (P), Potássio (K), Cálcio (Ca), Magnésio (Mg), Enxofre (S). Os elementos Carbono (C), Hidrogênio (H) e Oxigênio (O) são Macronutrientes orgânicos, pois não são obtidos através do solo.
Funções dos Macronutrientes para as plantas
- Nitrogênio (N): De maneira geral, o N é o nutriente mineral mais exigido pelas plantas. Cerca de 90% do N da planta encontra-se em forma orgânica e é assim que desempenha as suas funções, como componente estrutural de macromoléculas e constituinte de enzimas. Os aminoácidoslivres dão origem: a outros aminoácidos e às proteínas e, por conseqüência, às coenzimas; são percursores de hormônios vegetais – triptofano do ácido indolacético e metionina do etileno, DNA e RNA (purinas e pirimidinas), molécula de clorofila.[4]

- Fósforo (P):Na forma de [[H2 PO4]] – regulação da atividade de enzimas. Liberação de energia do ATP e do fosfato de nucleotídeo de adenina – respiração, fixação de CO2 , biossíntese, absorção iônica.

Constituinte dos ácidos nucléicos. Fosfatos de uridina, citosina e guanidina –síntese de sacarose, fosfolipídeos e celulose. Fosfolipídeo de membrana celular.
- Potássio (K): Este elemento está associado a economia de água, abertura e fechamento dos estômatos – fotossíntese, ativação de enzimas – transporte de carboidratos fonte-dreno; potencial hídrico celular(osmorregulador) – turgidez de tecido  vegetal.[2]

- Cálcio (Ca): Como pectato, na lamela média, funciona como cimento entre células adjacentes'. Participa do crescimento da parte aérea e das pontas das raízes. Redução no efeito catabólico das citocininas na senescência. No vacúolo, está presente como oxalato, fosfato, carbonato na regulação do nível desses ânions.

Citoplasma: Ca-calmodulina como ativadora de enzimas (fosfodiesterase cíclica de nucleotídeo, ATPase de membrana e outras). Mensageiro secundário de estímulos mecânicos, ambientais, elétricos. Atua na manutenção da estrutura funcional do plasmalema
- Magnésio (Mg): Ocupa o centro do núcleo tetrapirrólico da molécula de clorofila. Cofator das enzimas que transferem P entre ATP e ADP. Fixação do CO2 : ativação da carboxilase da ribulose fosfato e da carboxilase do fosfoenolpiruvato. Estabilização dos ribossomos para a síntese de proteínas.[2]

- Enxofre(S): Presente em todas as proteínas, enzimáticas ou não, e em coenzimas: CoA – respiração, metabolismo de lipídeos; biotina – assimilação de [[CO2]] e descarboxilação; tiamina – descarboxilação do piruvato e oxidação de alfacetoácidos. Componente da glutationa e de hormônios. Pontes de bissulfato(-S-S-), participam de estruturas terciárias de proteínas. Formação de óleos glicosídicos e compostos voláteis. Formação de nódulos das leguminosas. Componente da Ferredoxina – assimilação do CO2 , síntese da glicose e do glutamato, fixação do [[N2]] , redução do nitrato.[2]